# Mandinga
Mandinga er et rumænsk poporkester fra Bukarest. Den oprindelige sanger og forgrundsfigur i gruppen var Elena Gheorghe, som gik solo i 2005. Siden 2006 har denne rolle været varetaget af Elena Ionescu. Gruppen repræsenterer Rumænien ved Eurovision Song Contest 2012 med sangen "Zaleilah".
| Musikgruppe | Spire Denne artikel om en musikgruppe er en spire som bør udbygges. Du er velkommen til at hjælpe Wikipedia ved at udvide den. |